# Pianeti di Stargate
Questa voce è una lista di pianeti immaginari descritti nel film Stargate e serie televisive di fantascienza Stargate SG-1, Stargate Atlantis, Stargate Universe e Stargate Origins.
La lista di pianeti è suddivisa in base alla galassia d'appartenenza, in quanto il viaggio nella rete degli Stargate solitamente è ristretto alla galassia in cui ci si trova - la Via Lattea in SG-1, la Galassia di Pegaso in Atlantis e galassie sconosciute in Universe. Dove disponibile, è anche presente l'indirizzo e la designazione data dal Comando Stargate del pianeta preso in esame.
Alla maggior parte dei luoghi accessibili agli stargate è stata assegnata una designazione, detta 'designazione SGC', del tipo P00-000 (M00-000, per le lune), dove "0" corrisponde ad un carattere alfanumerico. In base a quanto affermato da Samantha Carter la designazione alfanumerica dei pianeti "è basata su un codice binario che il computer utilizza per l'estrapolazione". Daniel Jackson e Aiden Ford hanno suggerito una nomenclatura più facile da ricordare ma senza successo. In ogni caso, se il nome locale di un pianeta è conosciuto, allora quel nome è usato spesso al posto della designazione SGC.
Quando si chiama un portale, è importante che un settimo simbolo venga codificato, in modo che la rete degli Stargate identifichi il punto d'origine della chiamata. Ci sono casi in cui otto o nove chevron sono richiesti - come per chiamare galassie distanti, oppure Atlantide.
Subito sotto ogni pianeta vengono indicati la designazione SGC e i glifi corrispondenti per la chiamata dalla Terra, escludendo il settimo simbolo, il punto d'origine, che è la Terra stessa. Dove conosciuto, tra parentesi, dopo i sei simboli, viene riportato il glifo corrispondente al pianeta stesso, come punto d'origine.

## Via Lattea

### Abydos
- P8X-873 -

Visto per la prima volta in Stargate, è il pianeta nativo di Sha're, Kasuf e Skaara. Il pianeta fu distrutto da Anubis.

### Adara II
- Sconosciuto - privo di Stargate

Pianeta inabitabile - con un'atmosfera all'80% di anidride carbonica e una temperatura alla superficie di 250 gradi centigradi - è membro del Trattato dei pianeti protetti e il sito del laboratorio (sotterraneo) Asgard di Heimdall.

### Aemonus
- P2X-555 -

Pianeta abitato da umani discendenti dell'Antica Roma. L'SG-1 avrebbe dovuto visitare il loro mondo ma, a causa di un brillamento solare, tornò indietro nel tempo fino al 1969.

### Alaris
Uno dei 14 pianeti connessi alla macchina del tempo degli Antichi.

### Altair
- P3X-989 -

Pianeta visto in "Trasferimento di Coscienze" e menzionato in "Doppio rischio". All'epoca di Stargate SG-1 non ha più un clima favorevole alla vita e l'unico abitante rimasto sul pianeta è Harlan, il quale è responsabile del mantenimento di un impressionante ed immenso macchinario sotterraneo, unico posto in cui vi è ancora un'atmosfera respirabile agli esseri umani. Gli abitanti di Altair (che furono esseri umani) avevano inventato un processo per la creazione di doppi robotici di persone viventi, uno dei quali è proprio Harlan, che rivela di avere più di 11 000 anni. Mentre sul pianeta tali doppi sintetici sono virtualmente immortali, grazie al macchinario di Harlan, al di fuori di Altair essi sono in grado di sopravvivere a lungo unicamente se dotati di batteria. Nell'episodio Trasferimento di Coscienze, Harlan crea delle copie dei membri dell'SG-1, per non essere più solo e per essere assistito nella manutenzione degli impianti di cui si occupa. I doppi robotici dell'SG-1 si crederanno delle persone reali fino alla fine dell'episodio, quando verrà loro rivelata la verità. Nell'episodio Doppio rischio essi aiutano i veri membri della SG-1 sul pianeta Juna contro il Signore del sistema Cronus; la missione si rivelerà per loro fatale.

### Ardena
- Sconosciuto -

Nuovo pianeta dei Talthuniani sopravvissuti.

### Argos
- P3X-8596 -

Pianeta della razza Argosiana.

### Aschen Prime
- P4C-970 -

Aschen Prime, noto anche come Aschen e designato P4C-970 dai Tau'ri, era il pianeta natale degli Aschen e uno dei tanti pianeti con uno Stargate.
Nel 2000, una nota scritta sul manoscritto del colonnello Jack O'Neill, macchiato del suo sangue, emerse dallo Stargate della Terra: "In nessun caso andate a P4C-970. Il colonnello Jack O'Neill." All'insaputa della SGC, la nota fu inviata dall'anno 2010 in una timeline alternativa, quella in cui gli Aschen sterilizzarono la popolazione della Terra. Il generale maggiore George S. Hammond successivamente dichiarò il pianeta off limits al comando Stargate, il suo indirizzo fu bloccato dal database planetario e tutti i contatti con esso furono proibiti
Più tardi, nel 2001, SGC prese contatto con gli Aschen attraverso i Voliani, una società agricola primitiva. Inizialmente si sarebbe formata un'alleanza, ma quando fu scoperto che Aschen intendeva devastare la Terra con un'arma biogenica, causando sterilità, nascosta come un vaccino anti-invecchiamento, i negoziati furono abbandonati. La delegazione di Aschen tentò immediatamente di inviare un'arma biologica sulla Terra attraverso lo Stargate, ma l'Iride fu in grado di essere chiusa in tempo per distruggerlo.
L'ambasciatore della Terra in precedenza aveva presentato loro un "dono" di indirizzi Stargate, che avrebbe permesso all'Aschen di comporre altre porte rispetto a quelle che non erano state influenzate dalla deriva stellare. Tuttavia, gli indirizzi contenevano mondi pericolosi o inutili, uno dei quali era un buco nero e altri la cui natura "diventa progressivamente più oscura", come descritto da Jack O'Neill.
Nel 2004, Aschen Prime è stato considerato distrutto da un buco nero, probabilmente quello vicino a P3W-451, anche se non è confermato che gli Aschen abbiano mai composto l'indirizzo o che abbiano trovato un modo per chiudere il cancello.

### Atropos
- Sconosciuto -

Pianeta degli Ilempiri, schiavizzati dai Goa'uld e costretti alla dipendenza da una droga chiamata Roshna, che li soggioga ai loro padroni.

### Base NID
- Sconosciuto -

Base segreta da cui operavano i sicari dell'NID.

### Base Tok'ra nel deserto
- P34-353 J -

### Camelot
- PX1-767 -

Camelot è un pianeta abitato da una popolazione dell'età medievale, dove un tempo regnò re Artù. Il pianeta è dove Merlino nascose le sue ricerche sull'arma per distruggere gli esseri ascesi.

### Cartago
- P3X-1279 -

Pianeta dove Teal'c fu sottoposto ad un processo, dai Byrsa, per precedenti crimini commessi quando serviva Apophis.

### Chalcis
- P3X-595 -

Pianeta menzionato da Jack O'Neill sotto la sigla P3X-595 nell'episodio "Emancipazione" di Stargate SG-1.
Nonostante sia solo accennato è stato oggetto di numerose fanfiction. A detta di O'Neill, su P3X-595 Samantha Carter bevve una qualche droga che la fece spogliare quasi completamente davanti ai suoi compagni di equipaggio, con loro gran divertimento. Il pianeta viene menzionato col nome di Chalcis nel romanzo dichiarato canonico Sacrifice Moon di Julie Fortune.

### Cimmeria
- P3X-974 -

Un pianeta sotto la protezione degli Asgard tramite il Trattato dei pianeti protetti. Il suo indirizzo Stargate è conosciuto a memoria da tutti i Jaffa e i Goa'uld affinché lo evitino accuratamente, proprio per via del Trattato. I suoi abitanti, ancora tecnologicamente primitivi, discendono da antiche popolazioni vichinghe che adorano il dio Thor, il quale è in realtà un Asgard (Thor). Egli ha piazzato su Cimmeria, proprio di fronte al suo Stargate, una colonna in cima alla quale si trova un capitello a forma di martello. Tale capitello è un dispositivo che teletrasporta chiunque abbia in sé un simbionte Goa'uld, all'interno di un labirinto dal quale è possibile uscire solo attraversando un'arcata anch'essa a forma di martello, il Martello di Thor, che è un altro dispositivo che estirpa il simbionte lasciando integro l'ospite. Gli Asgard hanno piazzato sul pianeta anche un altro dispositivo ancora, a forma di lapide con una sfera rossa incastonata, che teletrasporta in una stanza che, se superate una serie di prove, permette di parlare con Thor. Grazie a tale dispositivo l'SG-1 riuscirà a incontrarlo (e a incontrare un Asgard) per la prima volta.

### Chulak
- Sconosciuto -  ()

Il pianeta capitale del regno di Apophis. Lì vivevano Teal'c e la sua famiglia prima che il jaffa adottasse la causa del Comando Stargate; è anche il pianeta di Bra'tac, che lo abbandonò dopo l'adesione alla resistenza jaffa.

### Dakara
- Sconosciuto -

Pianeta capitale della nuova Nazione libera Jaffa, dove sorge la città omonima di Dakara, distrutta dall'esercito Ori nella decima stagione di Stargate SG-1.

### Delmak
- Sconosciuto -

Pianeta base di Sokar. Dopo la morte di quest'ultimo a seguito della distruzione, attuata dai Tok'ra, del satellite naturale di Delmak, Ne'tu, Delmak passerà per un breve periodo (situato tra gli episodi Dominazioni e Nemici di Stargate SG-1) in mano ad Apophis.

### Edora
- P5C-768 -

Pianeta di origine della razza Edoran. Ogni alcuni anni il pianeta passa vicino alla cintura di asteroidi del suo sistema, causando una pioggia di meteore. Tuttavia ogni 130 anni entra in una zona più densa della cintura, facendo sì che i meteoriti colpiscano anche la superficie. Il pianeta è ricco di Naquadah e gli Edorani vivono principalmente di agricoltura e pesca.

### Enkar
- Nessuno Stargate

Pianeta natale degli Enkariani, non ha uno Stargate. In passato fu attaccato dai Goa'uld, ma non conquistato e molti Enkariani furono presi come schiavi. Questo gruppo tornò successivamente sul pianeta con la nave da terraformazione Gadmeer, grazie all'aiuto dell'SG-1. Il pianeta ha un inusuale strato di ozono, più spesso di quello terrestre.

### Erebus
- Sconosciuto -

Su questo mondo vengono costruite le navi Ha'tak; dei Jaffa prigionieri di guerra vengono mandati qui a purificare il Naquadah necessario per costruirle; vengono usati i Jaffa perché sono gli unici in grado di sopportare decentemente a lungo il calore e i fumi tossici degli altiforni, alimentati dai vulcani sotterranei del pianeta. Lo Stargate di Erebus è circondato da un campo di forza impenetrabile, posto dai Goa'uld, avente la stessa funzione dell'Iride sulla Terra; il campo può essere disattivato da un segnale particolare emettibile dai bracciali che i guardiani del pianeta portano al polso. Erebus possiede due lune ed è stato conquistato da Ba'al. L'SG-1 vi giunge insieme all'SG-3 per soccorrere Bra'tac e Rya'c.

### Euronda
- Sconosciuto -

Pianeta abitato da esseri umani suddivisisi in due fazioni, gli Eurondiani e i "Riproduttori". Gli Eurondiani sono un popolo di eugenetici estremamente razzisti. Ad un certo punto essi, disgustati dai "Riproduttori" (tutti coloro che non erano conformi ai loro piani eugenetici), svilupparono dei piani per eliminarli definitivamente.
Gli Eurondiani iniziarono perciò ad avvelenare l'atmosfera del loro pianeta nel tentativo di sradicare i Riproduttori, ma i Riproduttori riuscirono a sopravvivere sottoterra, proprio come fecero anche gli Eurondiani. Questi ultimi avevano infatti costruito un enorme complesso sotterraneo prima dell'inizio della guerra.
Le due nazioni iniziarono a fabbricare aerei da combattimento e veicoli senza pilota, e la loro guerra mondiale durò per diversi decenni. Alla fine, gli Eurondiani scoprirono che i loro nemici erano sopravvissuti all'avvelenamento del loro mondo. Nel 2000 i Riproduttori stavano vincendo la guerra, poiché gli Eurondiani avevano iniziato a esaurire le risorse, come il deuterio (acqua pesante) richiesto per il loro generatore di campi di difesa. In preda alla disperazione, gli Eurondiani tentarono un'ultima difesa con la loro flotta di aerei da combattimento. Avendo il controllo dello Stargate, si avvicinarono alla Terra per chiedere aiuto, e l'SG-1 fornì un po' di combustibile, che quasi permise agli Eurondiani di vincere la guerra. Tuttavia in breve l'SG-1 scoprì la verità sulla natura degli Eurondiani e decise di aiutare i Riproduttori piuttosto che gli Eurondiani a vincere la guerra. I Riproduttori riuscirono a sfondare le difese aeree degli Eurondiani e bombardarono il loro bunker, distruggendolo insieme agli Eurondiani che vi avevano trovato rifugio, vincendo così la guerra.

### Gaia
- P3X-774 -

Designato P3X-774 dai Tau'ri è il pianeta originario dei Nox, che vivono in simbiosi con la natura. I Nox vivono principalmente in una città fluttuante invisibile, mentre gruppi minori vivono in villaggi nella foresta. Il pianeta è ricoperto di foreste e ospita i Fenri, delle creature volanti.

### Galar
- Sconosciuto -

Conosciuto anche come Galara, è un pianeta un tempo in possesso dei Goa'uld ma poi liberato dagli Asgard che lo tennero sotto la loro protezione nel Trattato dei pianeti protetti. Galar è una luna di un gigante gassoso, ed è la patria dei Galarani.

### Hadante
- Sconosciuto -

Pianeta usato come prigione, il cui Stargate è privo di un DHD in modo che sia accessibile solamente in entrata. La maggior parte dei prigionieri provengono da Rillaan e sono stati inviati qui dal Taldor.

### Hak'tyl
- Sconosciuto -

Pianeta abitato esclusivamente da donne jaffa sotto la leadership di Ishta.

### Hanka
- P8X-987 -

Pianeta d'origine di Cassandra.

### Hebridan
- Sconosciuto -

Pianeta degli Hebridiani e dei Surrakin. 

### Heliopolis
- PB2-908 -

Pianeta in cui il dottor Ernest Littlefield rimase intrappolato per cinquant'anni. Ospita un archivio del sapere degli Antichi, degli Asgard, dei Furlings e dei Nox. Inaccessibile dallo Stargate a partire dall'episodio di Stargate SG-1 "Il supplizio di Tantalo".

### Juna
- P3X-729 -

Pianeta inizialmente sotto il controllo di Heru'ur; l'SG-1 vi istiga un'insurrezione che scaccerà Heru'ur. Successivamente il pianeta cade però sotto il controllo di Cronus; l'SG-1 lo libera nuovamente uccidendo Cronus con l'aiuto della sua controparte robotica.

### K'tau
- P39-865 -

K'tau è un pianeta sotto la protezione del Trattato dei pianeti protetti. Accidentalmente, l'SG-1 modificò la reazione all'interno del suo sole cambiando il colore della luce emessa. La squadra riuscì a riportare la reazione nucleare della stella come era inizialmente, dopo che gli Asgard si erano rifiutati di aiutarli perché altrimenti avrebbero infranto il Trattato.

### Kheb
- Sconosciuto -

Il pianeta di Oma Desala.

### Kresh'ta
- Sconosciuto -

Un pianeta in cui i Signori del sistema Goa'uld tesero un'imboscata a una riunione di capi Jaffa ribelli, tra cui vi erano anche Teal'c e Bra'tac, i quali hanno poi dovuto sopravvivere per tre giorni passandosi tra loro un unico simbionte Goa'uld.

### KS7-535
Il pianeta glaciale in cui il Colonnello Carter invia Anubis all'interno del corpo del Colonnello Alexi Vaselov. È apparentemente privo di un DHD.

### Langara
- P2S-4C3 -

Pianeta natale di Jonas Quinn. Esso è controllato da tre superpotenze spesso in lotta tra loro: Kelowna, la nazione di Jonas, Tirania e la Federazione Andari. A seguito dell'invasione di Anubis, le tre potenze formarono il Consiglio Legislativo Unito.

### M4C-862
Base extraterrestre del Comando Stargate.

### Madrona
- PX7-941 -

Pianeta natale dei Madroniani, terraformato in precedenza dai Furling.

### Memphis
- P3X-116 -

Pianeta sotto il controllo di Sokar fino alla sua morte. Presumibilmente divenne poi una base di Anubis.

### Nasya
- P3X-382 -

Pianeta dei Nasyani, in cui Jolinar dei Tok'ra si nascose dai Goa'uld e dove, per fuggire, fu costretto a prendere come ospite Samantha Carter.

### Ne'tu
- Sconosciuto -

Luna di Delmak, base industriale di Sokar. Distrutta dopo l'interferenza dell'SG-1 nei domini di Sokar.

### Oannes
- P3X-866 -

Pianeta degli Oannes.

### Oran
- Sconosciuto -

Pianeta natale degli Oraniani.

### Orban
- Sconosciuto -

Pianeta degli Orbaniani, una civiltà umana discendente dagli Aztechi.

### P2A-347
Il pianeta in cui si schiantò l'astronave dei Talthuniani.

### P2A-870
Mondo a cui lo Stargate si connetté automaticamente dopo che O'Neil fece detonare un esplosivo nell'orizzonte degli eventi che permise allo Stargate della Terra di disconnettersi dal pianeta del buco nero (P3 W-451).

### P2X-416
Pianeta dei Bedrosiani e degli Optricani, due popoli umani da secoli in guerra tra loro a causa delle loro differenze ideologiche riguardo all'origine dell'umanità sul loro pianeta: i Bedrosiani (che prendono il nome da quello che hanno dato al loro continente, Bedrosia) credono di essere stati creati dal dio Nefertum, il Goa'uld che li deportò su P2X-416, mentre gli Optricani credono correttamente di essere stati trasferiti da un altro pianeta. I Bedrosiani, con cui viene a contatto l'SG-1, hanno un livello tecnologico superiore a quello della Terra del 2000 d.C.

### P3A-577
- Sconosciuto -

Pianeta assegnato per la prima missione dell'SG-1. Missione che venne poi modificata quando il maggiore Kavalsky venne scoperto essere un ospite Goa'uld.

### P3R-233
I suoi abitanti custodivano lo specchio quantico. La loro civiltà fu distrutta dai Goa'uld ma non prima che loro lanciassero l'allarme: "Attenti ai distruttori. Vengono da 3, 32, 16, 8, 10 e 12 ()", che fu ricevuto dal Comando Stargate di una realtà alternativa attaccata dai Goa'uld.

### P3R-272
- Sconosciuto -

P3R-272 fu una colonia degli Antichi. Lo Stargate è posizionato in una stanza chiusa, senza porte o finestre. Tutto ciò che è visibile sono una luce proveniente dal soffitto e illuminante la stanza e una scritta circolare sul pavimento: Nou ani Anquietas. Hic qua videum, ovvero Noi siamo gli Antichi. Qui è il nostro lascito. Nell'episodio di Stargate SG-1 "La quinta razza", Jack O'Neill, camminando sulla scritta, attiva il dispositivo a muro da cui, poco dopo, gli vengono scaricate nel cervello le conoscenze degli Antichi per la prima volta.

### P3S-452
- Sconosciuto -

Un pianeta controllato dai Goa'uld su cui il generale Bauer ordinò di estrarre il naquadah nell'episodio "Reazione a catena" di Stargate SG-1.

### P3X-118
- Sconosciuto -

Pianeta da cui ebbe inizio la breve invasione degli Stragoth. L'indirizzo dello Stargate venne considerato off-limits dall'SGC, dopo che l'invasione venne respinta.

### P3X-439
Il pianeta in cui per la seconda volta il colonnello O'Neill scarica nel proprio cervello il sapere degli Antichi contenuto in un dispositivo d'archiviazione a muro.

### P3X-562
Pianeta natale degli esseri cristallini Unity.

### P3X-888
Il pianeta natale dei Goa'uld e degli Unas. Sito archeologico per le ricerche sull'evoluzione dei Goa'uld del dottor Daniel Jackson e dell'SG-11. Qui Jackson incontra per la prima volta Chaka.

### P4G-881
Pianeta primordiale ricco di luce solare e di ossigeno, nelle parole di Daniel Jackson "simile alla Terra di 250 milioni di anni fa". È il pianeta dove furono mandati gli A't'trr per impedire che infettassero tutta la Terra. Viene solo menzionato.

### P4X-351
Pianeta dove i Tau'ri costruirono la base Icarus. Fu costruita su questo pianeta perché esso aveva un nucleo di Naquadriah in grado di fornire sufficiente energia per raggiungere la Destiny. Lo sfruttamento energetico ne destabilizzò il nucleo stesso portandolo all'autoesplosione.

### P4X-639
Il pianeta, apparentemente disabitato all'epoca di Stargate SG-1, in cui è posizionato un dispositivo degli Antichi che causa un anello temporale, ovvero costringe a rivivere la giornata precedente l'attivazione. Il luogo del dispositivo (e dello Stargate del pianeta) ha un aspetto desertico. Sul pianeta ricorrono delle tempeste geomagnetiche ogni cinquant'anni, una delle quali è in corso proprio durante l'arrivo dell'SG-1.

### P4X-884
Pianeta dello scienziato Togar, un esponente di una civiltà umana tecnologicamente avanzata. Togar ha creato un dispositivo di dimensioni molto piccole, somigliante a una sferetta metallica, che impiantato nel cervello di un essere vivente interagisce con lo stesso vivendo le sue stesse esperienze e creando, nella mente dell'essere, una proiezione intelligente di un sosia di Togar, che si fa chiamare Urgo. Tutti gli esseri che hanno una sferetta impiantata vedono e sentono la stessa proiezione di Urgo, il che implica che le sferette comunichino tra loro scambiandosi dati. Togar ha creato Urgo con lo scopo di fargli esplorare il mondo esterno, trasportato al sicuro nella testa dei viaggiatori in cui viene impiantato. Togar impiantò Urgo nei membri dell'SG-1, a loro insaputa, nell'episodio della terza stagione di Stargate SG-1 "Impianto".

### P5C-353
Pianeta degli A't'trr. Centomila anni prima degli eventi di Stargate SG-1 era abitabile, ma stava andando incontro a un lento processo di morte di tutti gli organismi in esso presenti; all'arrivo dell'SG-1 è totalmente privo di vita (se si escludono gli A't'trr, i quali però erano tutti contenuti in una piccola sfera metallica, in stasi) e di atmosfera, presentando molte somiglianze con la Luna.

### P5S-381
Nuovo pianeta degli Enkariani salvati dall'SG-1. Esso viene terraformato per garantire un nuovo mondo per i Gadmeer e il loro ecosistema, i cui organismi si basano sullo zolfo invece che sul carbonio.

### P7J-989
Un pianeta che in passato (circa nel 976) subì una catastrofe biologica causata dalla popolazione, che portò l'estinzione di quasi tutte le forme di vita. Per sopravvivere, alcuni di loro si ibernarono all'interno di alcune macchine per la realtà virtuale, sotto il controllo del Guardiano. 1022 anni dopo l'SG-1 arrivò sul pianeta, che nel frattempo era tornato un giardino rigoglioso, e rimase intrappolata nelle macchine. Dopo varie peripezie, l'SG-1 riuscì a liberarsi insieme ai sopravvissuti, con grande rabbia del Guardiano, che li accusò di essere i responsabili di una prossima nuova catastrofe.

### P7S-441
P7S-441 fu un pianeta visitato dall'SG-1, dove incontrò il Re'ol Kaiael.

### P7X-377
Pianeta degli Alieni Giganti, gli Omeyocani.

### P9C-372
Pianeta un tempo visitato dagli Antichi, ora pianeta di una forma di vita elettrica, le Entità, le quali vi hanno costruito delle loro città di cui il Dr. Jackson non riesce ovviamente a classificare l'architettura totalmente aliena. È il primo degli indirizzi Stargate degli Antichi tra quelli inseriti da Jack O'Neill nei computer del Comando Stargate, a essere visitato dal Comando stesso, tramite una sonda MALP.

### P9X-391
Il pianeta è una ex-colonia degli Antichi. All'epoca di Stargate SG-1 il luogo della colonia è situato in un deserto; l'unica cosa rimasta, oltre alle rovine, è un dispositivo che permette di vedere delle creature di universi paralleli al nostro.

### PB5-926
Pianeta un tempo sotto il controllo dei Tok'ra.

### PXY-887
PXY-887 è un pianeta dove vivono gli umani Salish e la razza degli Spiriti. Sul pianeta si cominciò ad estrarre il Trinium ma i Salish e gli Spiriti convinsero il Comando Stargate a fermare le loro operazioni perché troppo distruttive per il pianeta.

### Pangar
- Sconosciuto -  ()

Pianeta dei Pangariani, importante per i Tau'ri per la produzione di Tretonin.

### Pianeta degli insetti
- BP6-3Q1 -

Pianeta comparso in "Veleno", abitato da insetti giganteschi che attaccano Teal'c trasformandolo in un'incubatrice per le loro larve. Appare però evidente che prima dell'invasione degli insetti, il pianeta era abitato da una popolazione con un livello tecnologico comparabile con quello della Terra. Dato che in tutte e due le missioni sul pianeta le squadre SG sono tornate precipitosamente fuggendo dagli insetti si può desumere che il pianeta ne sia totalmente invaso e che i suoi abitanti si siano ormai estinti avendo fatto la stessa fine che rischiava di fare anche Teal'c.

### Pianeta del buco nero
- P3 W-451 -

Parte di un sistema binario, la vita sul pianeta si è recentemente estinta, prima dell'arrivo dell'SG-10, a causa del collasso di uno dei suoi soli trasformatosi in un buco nero, che intrappolò sul pianeta l'SG-10 stesso.

### Pianeta di Martin
- B30-255 -

Pianeta devastato dai Goa'uld. La sua civiltà aveva un livello tecnologico superiore a quello della Terra: era dotata di astronavi capaci di compiere viaggi interstellari e di una tecnologia di teletrasporto.

### Prakiti
- P3-575 (o P3A-575) -

Prima missione dell'SG-1. Uno dei primi due pianeti (l'altro è P3A-577) menzionati tra le designazioni dell'SGC che venne poi destinato per la prima missione dell'SG-2. Inizialmente quindi era la missione del maggiore Kawalsky che doveva raggiungere Prakiti ma la squadra di O'Neill, l'SG-1, prese il posto della sua, dopo che Kawalsky stesso fu scoperto essere ospite di un Goa'uld.

### Proclarush
- Sconosciuto -

Proclarush (Perso nel fuoco, nella lingua degli Antichi) fu uno dei primi pianeti della Via Lattea ad essere colonizzati dagli Antichi, dopo aver lasciato la loro galassia d'origine. All'epoca di Stargate SG-1 è inabitabile a causa di numerose esplosioni vulcaniche che vi sono occorse e che l'hanno ricoperto di lava. Su Proclarush gli Antichi costruirono un loro avamposto protetto da un campo di forza, che chiamarono Taonas, dove l'SG-1 trovò il suo primo ZPM.

### Retalia
- P6S-2031 -

Pianeta dei Re'tu, una razza insettoide pacifica, in grado di rendersi invisibile ad occhio nudo. Per questa loro capacità, i Re'tu furono spazzati via quasi completamente dai Goa'uld.

### Revanna
- Sconosciuto -

Fu la base primaria dei Tok'ra finché non venne attaccata da Zipacna su ordine di Anubis.

### Rillaan
- P3X-775 -

Pianeta natale dei Rillaaniani e, in particolare, di Linea, la Distruttrice dei mondi.

### Saqqara
- P2Z-275 -

Il pianeta natale di Apophis.

### Sarita
- Sconosciuto -

Un pianeta del sistema planetario d'origine dei Tollan, chiamato anche Satira o Serita, i cui abitanti provocarono la propria autodistruzione e quella del loro pianeta creando armi con la tecnologia che i Tollan avevano donato loro per produrre energia illimitata.

### Simarka
- P3X-593 -

Simarka è un pianeta della Via Lattea dove vivono delle tribù umane discendenti dai mongoli, tra cui quella degli Shavadai.

### Sito Alpha
- P3X-984 - [62]
- Sconosciuto - [63]
- P4X-650[64] - [65]

Designazione di un mondo disabitato designato in caso la Terra, o qualunque altro mondo controllato dai Tau'ri, debba essere evacuato.

### Sito Beta
- P3X-984 -

Sito d'evacuazione per la Terra nella linea temporale alternativa visitata da Daniel Jackson. Risulterà, in seguito, che le coordinate per il Sito Beta sono le stesse del Sito Alfa della nostra linea temporale.

### Talthus
- Privo di Stargate

Mondo madre dei Talthuniani, popolo umano portato su Talthus con le navi dei Goa'uld, i quali in seguito abbandonarono il pianeta per ragioni sconosciute. Molti secoli dopo, il passaggio di una stella nera nelle vicinanze del pianeta causerà un brillamento solare del suo sole che lo distruggerà. Prevedendo il disastro, alcuni Talthuniani, a bordo di tre navi, fuggono verso il pianeta Ardena. Una di esse, la Stromos, si schianta su P2A-347, dove viene trovata dall'SG-1.

### Tartarus
- P3 W-924 -

Pianeta in possesso di Anubis dove creò i guerrieri Kull. Lo Stargate del pianeta è protetto da un campo di forza che essi soltanto possono attraversare. In seguito il pianeta viene liberato dai guerrieri Jaffa liberi.

### Terra
- P2X-3YZ -  (Stargate antartico  - Stargate egiziano )
- ( - Punto d'origine per Atlantide quando giunse sulla Terra)

Pianeta natale dei Tau'ri, da cui discende la maggior parte degli esseri umani della Via Lattea. Vi è situato il Comando Stargate e coincide con la Terra reale. La Terra è uno dei mondi più popolati sia della Via Lattea che della galassia di Pegaso, grazie a migliaia di anni di isolamento. Possiede due Stargate; il primo di essi viene ritrovato in Egitto, nei pressi di Giza, negli anni venti (come viene narrato già in Stargate). Viene ritrovato senza un DHD (dispositivo evidentemente ideato successivamente all'uscita del film Stargate), che in seguito ("Watergate") si scoprirà essere stato preso dai russi, che a loro volta l'avevano sottratto ai tedeschi durante la Seconda Guerra Mondiale. Il secondo Stargate viene scoperto per caso in Antartide (con il relativo DHD) da Jack O'Neill e Samantha Carter nell'episodio della prima stagione di Stargate SG-1 "Naufragio planetario", ed è molto più antico di quello egiziano. Nell'episodio della sesta stagione "Redenzione (parte seconda)" lo Stargate antartico viene distrutto da Anubis.

### Terra della Luce
- P3X-797 -

Pianeta spesso usato come rifugio da SGC. Esso è diviso in due parti: la Terra della Luce, dove vivono degli umani pressoché rimasti all'Età del Bronzo chiamati Illuminati, e la Terra dell'Oscurità, dove vivono degli umani più simili a bestie chiamati Posseduti.

### Tobin
- Sconosciuto -

Pianeta madre degli estinti Tobin.

### Tollan
- P3X-7763 -  ()

Il pianeta d'origine dei Tollan. Dopo la distruzione di Sarita, un vicino pianeta, lo spostamento orbitale subìto da Tollan lo rese inabitabile. Pertanto, i Tollan furono costretti ad evacuare rapidamente verso un altro mondo, Tollana, mentre il loro pianeta andava incontro a fatali eventi vulcanici.

### Tollana
- Sconosciuto -

Il secondo pianeta dei Tollan prima della loro distruzione, sprovvisto di uno Stargate prima che i Tollan stessi gliene costruissero.

### Velona
- P3X-636 -

Pianeta dell'Antico Orlin.

### Vis Uban
- P4T-3G6 -

In lingua Antica Luogo di grande potere, Vis Uban è uno dei luoghi in cui il Comando Stargate (nella persona di Jonas Quinn) ipotizzò essere situata la Città perduta degli Antichi, e dove il Comando stesso tiene una battaglia contro le forze di Anubis. Su questo pianeta, che doveva essere uno dei gioielli della civiltà Antica, si scatenò invece un'epidemia tra gli abitanti, che morirono o se ne andarono tutti. All'epoca di Stargate SG-1 vi sono solo rovine e una popolazione di nomadi viaggiatori dello Stargate.

### Volia
- P3A-194 -

Pianeta dell'Unione Volian. La maggior parte della popolazione è stata sterilizzata dagli Aschen e la superficie del pianeta è stata convertita in una distesa di campi agricoli.

### Vorash
- Sconosciuto -

Precedentemente il sito della base Tok'ra. Fu distrutto quando i Tok'ra usarono lo Stargate, per connettersi ad un buco nero e causare la trasformazione della stella più vicina in una supernova.

### Vyus
- P2Q-463 -

Mondo di origine della razza Vyans.

## Galassia di Pegaso
La Galassia di Pegaso è una galassia nana dove hanno luogo le vicende di Stargate Atlantis. Nella realtà ci sono due galassie del Gruppo Locale che sono chiamate Nana di Pegaso: la Galassia nana irregolare di Pegaso e la Galassia nana sferoidale di Pegaso. Trovandosi a più di 3 milioni di anni luce dalla Via Lattea, potrebbe corrispondere alla Galassia nana sferoidale di Pegaso, visto che la Galassia nana irregolare si trova a quasi 4 milioni di anni luce dalla Terra.
La Galassia di Pegaso fu una delle prime visitate dalla Destiny, dove in seguito gli Antichi sostituirono gli Stargate, già posizionati dalla nave che precedette la Destiny, con un modello nuovo.

### Asura
- M7R-227 -

In questo pianeta si è sviluppata la società dei Replicanti, gli Asurani, che fu distrutto da un'alleanza tra la squadra di Atlantide e molte navi dei Wraith.

### Athos
- Sconosciuto -

Pianeta degli Athosiani e primo pianeta visitato dalla spedizione di Atlantide.

### Ballkan
- Sconosciuto -

Un pianeta abitato da una civiltà umana medioevale che mantiene rapporti commerciali con gli Athosiani.

### Belsa
- Sconosciuto -

Un pianeta sul quale si sono recati alcuni Satedani sopravvissuti.

### Dagan
- Sconosciuto -

Un vecchio avamposto di Atlantide, una volta conosciuto come Sudaria, ora popolato da un gruppo di religiosi zeloti.

### Doranda
- Sconosciuto -

Doranda è il pianeta dove durante la guerra con i Wraith i Lantiani testarono il Progetto Arcturus. I test uccisero i Lantiani, gli abitanti del pianeta e i Wraith nelle navi in orbita. Fu distrutto, insieme a 5/6 del suo sistema solare, quando Rodney McKay tento di aggiustare l'esperimento degli Antichi.

### Hoff
- Sconosciuto -

Pianeta degli Hoffan. I Wraith distrussero il loro mondo quando scoprirono che gli Hoffan avevano trovato una cura contro di loro.

### Lantea
- Sconosciuto -

Il pianeta su cui si trovava inizialmente Atlantide. Il pianeta diede il nome Lanteani agli Antichi.

### M4X-337
Pianeta esplorato durante le prime esplorazioni da cui provenne un essere che si nutriva di energia e che venne rimandato su M4X-337, con generatore Naquadah.

### M6H-987
Questo pianeta era la sede dell'avamposto di ricerca di Janus. L'avamposto fu distrutto durante una battaglia tra i Vanir e gli uomini di Atlantide. Non possiede uno Stargate.

### M6R-867
Pianeta disabitato, usato come base dai Genii. Quando John Sheppard, Rodney McKay e alcuni Marines esplorarono il pianeta, furono catturati dai Genii.

### M7G-677
Un pianeta un tempo degli Antichi, abitato unicamente da giovani con meno di venticinque anni. Il pianeta è protetto da un generatore di campo elettromagnetico, alimentato da ZPM.

### M8R-1229
Un pianeta con un oceano sotterraneo ricoperto dal ghiaccio.

### Manaria
- Sconosciuto -

Il pianeta su cui vivono i Manariani e alcuni Satedani sopravvissuti. Sul pianeta si rifugiarono i membri della Spedizione di Atlantide quando una tempesta colpì Atlantide.

### Nuova Lantea
- M35-117 -

Il pianeta dove giunse Atlantide, dopo la fuga da Lantea.

### Olesia
- Sconosciuto -

Olesia è un pianeta nella galassia di Pegaso, a lungo assente di minacce Wraith. Il pianeta possiede depositi significativi di un minerale volatile che il governo di Olesia sperava di commerciare con il popolo di Atlantide. Lo Stargate sul pianeta non possiede nemmeno un dispositivo di chiamata, impedendo a chiunque di effettuare chiamate in uscita a meno che non posseggano una nave che ne ha uno, come un Dardo Wraith o un Jumper.
Olesia contiene un'isola nel mezzo di un grande oceano dove sono tenuti i prigionieri del governo. È quest'isola che ha tenuto gli attacchi dei Wraith vicino allo Stargate, lontano dalla popolazione principale. Tuttavia, sebbene questo accordo fosse inizialmente usato solo per i prigionieri più pericolosi, il successo di questo deterrente contro la criminalità ha spinto il governo a "abbassare il livello" riguardo a quali crimini avrebbero meritato una sentenza di esilio sull'isola. Queste disposizioni cambiarono, tuttavia, quando la dottoressa Elizabeth Weir permise ai prigionieri di fuggire attraverso lo Stargate, costringendo i Wraith ad avvicinarsi e attaccare il resto popolazione, molto probabilmente distruggendo gran parte della loro civiltà nel processo.

### P3M-736
Il pianeta in cui Ronon Dex cattura per la prima volta Sheppard e Teyla Emmagan.

### Pianeta dei Genii
- Sconosciuto -

Il pianeta d'origine dei Genii. Dall'esterno sembra un pianeta di agricoltori, ma in realtà è pieno di bunker sotterranei dove i Genii tentano di fabbricare bombe atomiche.

### Pianeta di Orin
Il pianeta d'origine del popolo di Orin. Teyla Emmagan visitò molte volte il pianeta, quando commerciava per conto degli Athosiani. La popolazione fu quasi annientata quando fu attaccato da una flotta Wraith diretta ad Atlantide. Teyla e il Maggiore John Sheppard riuscirono a salvare un gruppo di persone.

### Pianeta di Zaddik
Ha due lune e uno Spacegate. Sul pianeta, c'è un lungo tratto di montagne e un grande deserto di 100 miglia quadrate. Il pianeta una volta subì attacchi dai Wraith, ma non erano venuti per così tanto tempo che i Wraith furono ridotti a mere storie e il loro aspetto era sconosciuto.
Intorno al 1995, una nave scout Wraith si schiantò sul pianeta e la popolazione uccise tutti i sopravvissuti tranne una giovane Wraith e un Wraith adulto. All'interno della foresta c'è una vecchia miniera, dove Zaddik ha fatto la sua casa con Ellia. Dopo che il tenente colonnello John Sheppard e la sua squadra arrivarono, entrambi i Wraith sopravvissuti furono uccisi.
Ci sono solo due villaggi, che sono distanti tra loro, sul pianeta e un villaggio chiamato Ratira. Zaddik è nato nel villaggio di Ratira.

### Pianeta ghiacciato
- Sconosciuto

Il pianeta in cui Atlantide si mosse dopo la partenza dalla Terra nel 2009. Prima che Atlantide vi arrivasse, il pianeta non aveva Stargate, avendo perso il suo originale molto tempo prima e poteva essere raggiunto solo con un'astronave. Il pianeta è situato sul bordo della galassia di Pegaso.
Nel romanzo Stargate Atlantis:Secrets viene rivelato che questo è il luogo segreto in cui i Wraith furono originariamente creati.
Il pianeta ha una composizione atmosferica simile alla Terra che può sostenere la vita, e il 90% della superficie è costituito da mari congelati. La temperatura sulla superficie è simile a quella dell'Antartide e il suo clima dipende dal suo sole che è leggermente più lontano dal pianeta. Ci sono alcuni grandi fogli di ghiaccio sulla superficie. La massa terrestre del pianeta è sotto il ghiaccio. Ci sono alcune isole sul pianeta e l'equatore è leggermente più caldo. Il pianeta ha una forma di vita simile a un calamaro originario dei suoi mari e uno stormo di piccioni trapiantato inavvertitamente nella Galassia di Pegaso da Atlantide.

### Proculus
- Sconosciuto -

Proculus è il pianeta dell'Antica Chaya Sar. Chaya Sar usò le sue abilità di essere asceso per distruggere una flotta Wraith pronta a colpire Proculus. Per questo venne condannata a proteggere il pianeta in eterno.

### Sateda
- Sconosciuto -

Anche conosciuto come P35-534 è il pianeta natale dei Satedani e di Ronon Dex. Il pianeta aveva un livello tecnologico comparabile a quello della Terra degli anni 40' rendendolo così un bersaglio dei Wraith che lo attaccarono, sterminandone la popolazione. All'attacco sopravvissero circa 300 persone. Quando Ronon fu catturato dai Wraith, essi decisero di sfidarlo in una caccia al tempo e lo liberarono sul pianeta per dargli la caccia. Sheppard e l'SA-1 giunsero per salvarlo. Dopo il trattato tra i Tau'ri e i Wraith Sateda come metà della Galassia di Pegaso è tornato sotto il controllo umano.
Il Museo Militare Satedano ospitava artefatti della storia militare di Sateda, incluso un dipinto della vittoria su Vetariss. Le Forze Planetarie Satedane si occupavano della difesa del pianeta, ma anche di eseguire operazioni extra-mondo, come attaccare avamposti Wraith.

### Taranis
- Sconosciuto -

Un pianeta in cui lo Stargate è situato all'interno di un vulcano. I Lantiani vi costruirono un avamposto, per sfruttare l'energia geotermica del supervulcano. L'avamposto disponeva di un hangar grande abbastanza da contenere una nave di Classe Aurora ed era protetto da uno scudo. Quando i Taraniani lo trovarono azionarono lo scudo, lasciandolo attivo per un anno. L'uso eccessivo dello scudo causò un'esplosione vulcanica che distrusse mezzo continente.

## Galassia di Ida

Pegasus dwarf (sotto a destra) corrisponderebbe alla Galassia di Pegaso mentre le quattro galassie in alto a sinistra sono le candidate ad essere Ida.

La Galassia di Ida è una galassia immaginaria di Stargate SG-1, probabilmente esplorata anch'essa dagli Antichi, dato che vi si trova una rete di Stargate. Essa è la galassia da cui provengono gli Asgard e si trova a circa 4 milioni di anni luce dalla Via Lattea.
Trovandosi diametralmente opposta a Pegaso, rispetto a noi, nella realtà Ida potrebbe corrispondere a quattro galassie a 4 milioni di anni luce dalla Via Lattea, ovvero: Sextans B, NGC 3109, Sextans A e la Galassia Nana della Macchina Pneumatica.

### Othala
- Sconosciuto -

Il pianeta d'origine degli Asgard. Fu visitato per la prima volta da Jack O'Neill dopo che venne scaricata nella sua testa la conoscenza degli Antichi.
Othala fungeva da quartier generale per l'Alto Consiglio Asgard, che si riuniva a Gladsheim. Lo Stargate si trovava in una sala riunioni all'interno della Sala Grande, che fungeva da punto focale di contatto con gli altri membri della Grande Alleanza, ed era accessibile solo ai membri di questa alleanza. Agli Asgard fu dato un dispositivo degli Antichi che li avvisava quando si attivava lo Stargate, cosa che non si era verificata per millenni fino all'arrivo del colonnello Jack O'Neill. Ciò ha permesso agli Asgard di prepararsi all'arrivo dei visitatori che venivano accolti dai guardiani dello Stargate.
Othala è stato visto quando il maggiore Samantha Carter ha visitato il mondo per aiutare Thor a escogitare un modo per sconfiggere i Replicatori
Il resto del pianeta era un alveare di attività e conteneva numerose sale riunioni, strutture di costruzione, case, centri accademici e avamposti dell'esercito di Asgard. Diversi parchi verdi separano la città di dimensioni planetarie. È stato notato che mentre la maggior parte degli abitanti è Asgard, è possibile notare alcuni membri di altre specie. Durante una battaglia con i Replicanti, Othala venne distrutta.

### Pianeta visitato dai Replicanti
- Sconosciuto -

Pianeta un tempo visitato dai Replicanti, su cui gli Asgard trovarono dei resti del loro passaggio.

## Galassia di Othala
La Galassia di Othala è una galassia immaginaria dell'universo di Stargate SG-1. Essa fu chiamata Othala dagli Asgard, in onore del loro pianeta d'origine. Essi vissero in questa galassia negli ultimi anni dell'esistenza della loro civiltà. Gli Asgard scelsero Othala come dimora dopo che furono costretti ad abbandonare la loro galassia di origine per la crescente minaccia rappresentata dai Replicanti.

### Hala
- Sconosciuto -

Fu una colonia degli Asgard dove furono imprigionati i Replicanti in una bolla di dilatazione temporale. I Replicanti riuscirono ad invertire l'effetto, aumentando a loro vantaggio lo scorrere del tempo all'interno della bolla. Gli Asgard quindi chiesero all'SG-1 di raggiungere Hala e rallentare nuovamente lo scorrere del tempo. Circa due anni dopo, gli Asgard fecero collassare il sole di Hala in modo che i Replicanti venissero risucchiati nel buco nero ma proprio il dispositivo di dilatazione temporale permise ai Replicanti di salvarsi.

### Orilla
- Sconosciuto -

Orilla era un pianeta nella Galassia di Othala. Il pianeta era ricco di neutronium, un elemento chiave nella tecnologia Asgard. Questo fu uno dei motivi principali per cui gli Asgard scelsero questo come il pianeta su cui ricostruire la loro civiltà. Il pianeta è stato distrutto quando gli Asgard hanno commesso un suicidio di massa, facendo esplodere Orilla.

## Galassia degli Alterani
La Galassia degli Alterani è una galassia immaginaria del franchise di Stargate.
Questa galassia è il luogo d'origine degli Alterani (che poi si divisero in Antichi e Ori). La sua posizione è sconosciuta ma probabilmente estremamente lontana dalla Via Lattea, dato che anche le tecnologicamente avanzate navi degli Ori preferiscono usare gli Stargate invece dell'hyperdrive per raggiungere Avalon, la Via Lattea.

### Celestis
- Sconosciuto -

Pianeta capitale degli Alterani, e poi degli Ori, dove sorse il primo villaggio degli Antichi, Ortus Mallum, e la Città degli Dei, dove vengono formati i Priori.
Il pianeta è il luogo dove si sviluppò ed evolse la prima forma umana, gli Alterani. Una fazione di essi, gli Antichi, generò forme di vita quasi identiche sulla Terra, i Tau'ri, e poi nella Galassia di Pegaso.

### Ver Isca
- Sconosciuto -

Ver Isca è un pianeta nella Galassia degli Alterani, popolato da adoratori degli Ori. Quando Vala Mal Doran ha distrutto il Supergate, è stata mandata qui quando il flusso di materia dai suoi anelli di trasporto è stato risucchiato nel tunnel spaziale. Il pianeta era anche il sito di costruzione delle navi da guerra Ori per trasportare i soldati dell'Esercito Ori.

### Ver Omesh
- Sconosciuto - ()

Ver Omesh è un pianeta nella Galassia degli Alterani. Ver Omesh è menzionato nel Libro delle Origini. Gli abitanti del pianeta erano adoratori degli Ori, e il pianeta ospitava i due uomini Articus e Markon che sono stati nominati nel Libro delle Origini.

## Prima galassia a bordo dellaDestiny
Questa galassia si trova presumibilmente a miliardi di anni dalla Via Lattea. La Destiny infatti ha viaggiato per milioni di anni ad una velocità maggiore di quella della luce, grazie ai motori FTL.

### Eden
- Sconosciuto -

Pianeta quasi paradisiaco letteralmente costruito, assieme a tutto il suo sistema solare, da una razza sconosciuta. Alcuni civili decisero di rimanere sul pianeta piuttosto che continuare il viaggio con la Destiny. Essi però non sopravvissero all'inverno e alcuni di essi furono rianimati dalla razza sconosciuta e rinviati sulla Destiny. La rianimazione fu però temporanea e poco tempo dopo morirono.

### Hoth
- Sconosciuto -

Pianeta ghiacciato con una temperatura media di -47 °C e con un'atmosfera formata dallo 0,13% di ossigeno, dal 95% di anidride carbonica e qualche traccia di argon.

### Pianeta cava di ghiaia
- Sconosciuto -               [106]

Pianeta roccioso dove fu trovata la prima traccia di altre forme di vita senzienti, i Nakai.

### Pianeta deserto
- Sconosciuto -               [108] (    )

Pianeta deserto dove fu inviata una squadra per cercare la materia prima necessaria per riparare il filtro d'aria della Destiny.

### Pianeta giungla
- Sconosciuto -

Questo pianeta è completamente ricoperta da una fitta vegetazione. In una linea temporale alternativa, alcuni membri della spedizione vengono uccisi da dei vermi giganti che vivono su questo pianeta.

### Pianeta delle rovine
- Sconosciuto -               [108]

Pianeta dove furono trovati i primi segni di un'antica civiltà.

## Seconda galassia a bordo dellaDestiny
Anche questa galassia si trova a miliardi di anni dalla Via Lattea. La Destiny la raggiunse dopo aver completato l'esplorazione della galassia precedente, sempre attraverso i suoi motori FTL.

### Colonia degli Ursini
- Sconosciuto -

Pianeta dove vive una colonia della civiltà degli Ursini. La loro popolazione venne sterminata dai droni Berzerker.

### Prima Colonia di Novus
- Sconosciuto -               [108]

Pianeta dove gli abitanti di Novus fondarono una colonia.

### Seconda Colonia di Novus
- Sconosciuto -               [108]

Pianeta dove i sopravvissuti di Novus fondarono il loro nuovo mondo.

### Novus
- Sconosciuto -

Pianeta dove i discendenti dell'equipaggio della Destiny di una linea temporale alternativa hanno fondato una nuova civiltà, finendo indietro nel tempo di 2.000 anni.

### Pianeta della caccia
- Sconosciuto -

Pianeta dove vivono diversi predatori e la specie nominata dall'equipaggio cervo spaziale.

### Pianeta della fuga
- Sconosciuto -               [108]

Pianeta dove fuggì Simeon e dove fu ucciso dal dottor Rush. Sul pianeta vive una specie chiamata dall'equipaggio bisonte spaziale.

### Pianeta dell'incidente
- Sconosciuto -

Pianeta dove lo Shuttle della Destiny si schiantò dopo aver recuperato dei rifornimenti per l'equipaggio dell'astronave.

### Pianeta dell'infezione
- Sconosciuto -               [108]

Pianeta dove un fungo infettò con le sue spore il tenente Matthew Scott.

### Pianeta del palladio idruro
- Sconosciuto -               [108]

Pianeta dove l'equipaggio della Destiny recuperò l'idruro di palladio, indispensabile per far funzionare il dispositivo di stasi della nave.

### Pianeta di relegazione
- Sconosciuto -               [108]

Pianeta su cui furono relegati i militari prigionieri e alcuni membri dell'Alleanza Lucian durante l'invasione della Destiny da parte dell'Alleanza stessa.

### Pianeta delle zecche
- Sconosciuto -

Primo pianeta della seconda galassia ad essere esplorato. Tornati a bordo della Destiny, gli esploratori portarono involontariamente con loro un insetto simile alle zecche.